# Canton de Roanne-1
Le canton de Roanne-1 est une circonscription électorale française du département de la Loire.

## Histoire
Un nouveau découpage territorial de la Loire entre en vigueur à l'occasion des élections départementales de 2015. Il est défini par le décret du 26 février 2014, en application des lois du 17 mai 2013 (loi organique 2013-402 et loi 2013-403). Les conseillers départementaux sont, à compter de ces élections, élus au scrutin majoritaire binominal mixte. Les électeurs de chaque canton élisent au Conseil départemental, nouvelle appellation du Conseil général, deux membres de sexe différent, qui se présentent en binôme de candidats. Les conseillers départementaux sont élus pour 6 ans au scrutin binominal majoritaire à deux tours, l'accès au second tour nécessitant 12,5 % des inscrits au 1er tour. En outre la totalité des conseillers départementaux est renouvelée. Ce nouveau mode de scrutin nécessite un redécoupage des cantons dont le nombre est divisé par deux avec arrondi à l'unité impaire supérieure si ce nombre n'est pas entier impair, assorti de conditions de seuils minimaux. Dans la Loire, le nombre de cantons passe ainsi de 40 à 21.
Le canton de Roanne-1 est formé de communes des anciens cantons de Roanne-Nord (1 commune). Il est entièrement inclus dans l'arrondissement de Roanne. Le bureau centralisateur est situé à Roanne.

## Représentation
| Période élective | Période élective | Mandat | Mandat   | Identité           | Nuance | Nuance | Qualité                                       |
| ---------------- | ---------------- | ------ | -------- | ------------------ | ------ | ------ | --------------------------------------------- |
| 2015             | 2021             | 2015   | 2021     | Brigitte Dumoulin  |        | PS     | Conseillère municipale de Roanne              |
| 2015             | 2021             | 2015   | 2021     | Jean-Jacques Ladet |        | PS     | Maire de Mably (2001-2020)                    |
| 2021             | 2028             | 2021   | en cours | Brigitte Dumoulin  |        | PS     | Enseignante, conseillère municipale de Roanne |
| 2021             | 2028             | 2021   | en cours | Jean-Jacques Ladet |        | PS     | Médecin, ancien maire de Mably (2001-2020)    |

### Résultats détaillés

#### Élections de mars 2015
À l'issue du 1er tour des élections départementales de 2015, trois binômes sont en ballottage : Brigitte Dumoulin et Jean-Jacques Ladet (Union de la Gauche, 28,7 %), Sarah Brosset et Christian Milon (FN, 28,65 %) et Nicolas Reveret et Sophie Rotkopf (UMP, 27,44 %). Le taux de participation est de 47,55 % (8 946 votants sur 18 815 inscrits) contre 48,48 % au niveau départemental et 50,17 % au niveau national.
Au second tour, Brigitte Dumoulin et Jean-Jacques Ladet (Union de la Gauche) sont élus avec 37,69 % des suffrages exprimés et un taux de participation de 51,91 % (3 537 voix pour 9 766 votants et 18 815 inscrits).

#### Élections de juin 2021
Le premier tour des élections départementales de 2021 est marqué par un très faible taux de participation (33,26 % au niveau national). Dans le canton de Roanne-1, ce taux de participation est de 28,8 % (4 943 votants sur 17 162 inscrits) contre 30,05 % au niveau départemental. À l'issue de ce premier tour, deux binômes sont en ballottage : Brigitte Dumoulin et Jean-Jacques Ladet (PS, 33,06 %) et Daniel Perez et Jade Petit (Union à droite, 31,22 %).
Le second tour des élections est marqué une nouvelle fois par une abstention massive équivalente au premier tour. Les taux de participation sont de 34,36 % au niveau national, 31,31 % dans le département et 31,64 % dans le canton de Roanne-1. Brigitte Dumoulin et Jean-Jacques Ladet (PS) sont élus avec 50,17 % des suffrages exprimés (2 550 voix pour 5 431 votants et 17 164 inscrits),,.

## Composition
| Nom                            | Code Insee | Intercommunalité          | Superficie (km2) | Population (dernière pop. légale)                | Densité (hab./km2) | Modifier                                    |
| ------------------------------ | ---------- | ------------------------- | ---------------- | ------------------------------------------------ | ------------------ | ------------------------------------------- |
| Roanne (bureau centralisateur) | 42187      | CA Roannais Agglomération | 16,12            | Fraction : 22 509 (2022) Commune : 35 364 (2022) | 2 194              | modifier les données · modifier les données |
| Mably                          | 42127      | CA Roannais Agglomération | 32,80            | 7 246 (2022)                                     | 221                | modifier les données · modifier les données |
| Canton de Roanne-1             | 4211       |                           |                  | 29 755 (2022)                                    |                    | modifier les données                        |

Le canton de Roanne-1 comprend :
1. la commune de Mably,
2. la partie de la commune de Roanne située au nord d'une ligne définie par l'axe des voies et limites suivantes : depuis la limite territoriale de la commune de Riorges, rue Pierre-Semard, ligne de chemin de fer, à partir du franchissement de la rue de Clermont, cours de la rivière la Renaison jusqu'à son embouchure avec la Loire et celle située sur la rive droite de la Loire, jusqu'aux limites territoriales des communes de Perreux et de Vougy.

## Démographie
En 2022, le canton comptait 29 755 habitants, en évolution de +1,06 % par rapport à 2016 (Loire : +1,32 %, France hors Mayotte : +2,11 %).
| 2013   | 2018   | 2022   |
| ------ | ------ | ------ |
| 30 013 | 29 113 | 29 755 |